# دهکده لوییس و کلارک (میسوری)
دهکده لوییس و کلارک (به انگلیسی: Lewis and Clark Village) یک روستا (ایالات متحده آمریکا) در ایالات متحده آمریکا است که در شهرستان بیوکانان، میزوری واقع شده‌است.
 دهکده لوییس و کلارک ۱٫۸۲ کیلومتر مربع مساحت و ۱۳۲ نفر جمعیت دارد و ۲۳۸ متر بالاتر از سطح دریا واقع شده‌است.